# Philip Ball
Philip Ball (ur. 1962) – angielski fizyk, chemik i autor książek popularnonaukowych.
Ukończył chemię na Oxford University i ma doktorat z fizyki Bristol University. Od ponad 10 lat jest redaktorem pisma Nature.

## Książki przetłumaczone na język polski
W Polsce zostały wydane dwie jego książki: Lekarz diabła oraz Masa krytyczna.
- Masa krytyczna (2007) – opublikowana w 2004 książka dotyczy zastosowania metod matematycznych do badań zjawisk społecznych i ekonomicznych. Znajduje się w niej przegląd wielu problemów takich jak: cykl koniunkturalny, błądzenie losowe, przemiana fazowa, bifurkacja, rozkład Zipfa, eksperyment Milgrama „świat jest mały”, teoria katastrof, dylemat więźnia. Książka została nagrodzona Aventis Prize for Science Books (aktualnie Royal Society Prizes for Science Books)[1].
- Lekarz diabła (2007) – wydana w 2006 biografia Paracelsusa na tle obrazu epoki XVI-wiecznego renesansu.